# Agnòsia
Agnòsia (del grec ἀγνωσία: desconeixement) és la interrupció en la capacitat per reconèixer estímuls prèviament apresos o d'aprendre'n de nous sense haver-hi deficiència en l'alteració de la percepció, del llenguatge o de l'intel·lecte.
Es diferencia de l'afàsia anòmica en què la persona que pateix aquesta darrera pot descriure l'objecte, encara que no pugui accedir al seu nom per pronunciar-lo. En l'agnòsia la persona no pot descriure l'objecte.
Les habilitats sensorials estan conservades.